# Alfred Martins
Alfred Adewale Martins (ur. 1 czerwca 1959 w Abeokuta) – nigeryjski duchowny katolicki, arcybiskup metropolita Lagos. 

## Życiorys
Święcenia kapłańskie przyjął 18 września 1983.
24 października 1997 został mianowany biskupem ordynariuszem Abeokuta. Sakry biskupiej udzielił mu 24 stycznia 1998 ówczesny nuncjusz apostolski w Nigerii – abp Carlo Maria Viganò.
25 maja 2012 Benedykt XVI mianował go arcybiskupem metropolitą Lagos.